# Estret d'Irbe

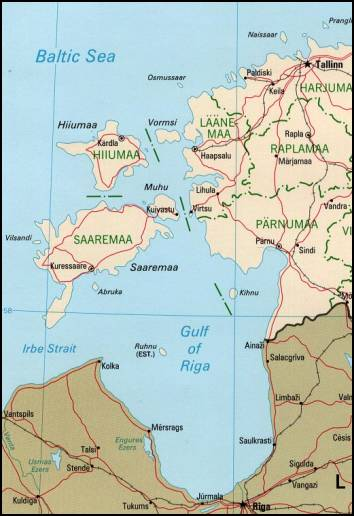
Estret d'Irbe, situat a l'esquerra del mapa.

L'estret d'Irbe (en estonià: Kura kurk, en letó: Irbes juras šaurums en livonià: Sur mer), és la principal sortida del golf de Riga al mar Bàltic. S'esté des del cap de Sõrve, extrem sud de la península de Sõrve, a l'illa de Saaremaa (Estònia), fins a la península de Curlàndia, a l'alçada del riu Irbe, a Letònia. Aquests dos punts, amb un separació de 27 km són els dos més propers, tot i que el cap Kolka, també a la península de Curlàndia, s'acostuma a proposar com l'altre extrem de l'estret. La seva profunditat mitjana se situa en 10 metres.
Paral·lelament a la costa de la península de Curlàndia, es va aprofundir el fons fins als 23 metres, per a crear un canal on poguessin passar vaixells de gran tampany.
Durant la Primera i la Segona Guerra Mundial es van produir a la zona importants batalles navals; la primera va tenir lloc el 8 d'agost de 1915 en la qual es van enfrontar el cuirassat rus Slawa contra el SMS Nassau i el SMS Possen alemanys; la segona va tenir lloc el 8 de juliol de 1941.
El 4 de maig de 2008, el buc de creuers Mona Lisa va embarrancar en un banc de sorra a l'altura de l'estret d'Irbe, en aigües territorials letones.